# Норвуд (Њујорк)
Норвуд (енгл. Norwood) град је у америчкој савезној држави Њујорк.

## Демографија
По попису из 2010. године број становника је 1.657, што је 28 (-1,7%) становника мање него 2000. године.
| Група             | 2000.         | 2010.         |
| Белци             | 1.651 (98,0%) | 1.576 (95,1%) |
| Афроамериканци    | 6 (0,4%)      | 5 (0,3%)      |
| Азијати           | 9 (0,5%)      | 12 (0,7%)     |
| Хиспаноамериканци | 11 (0,7%)     | 19 (1,1%)     |
| Укупно            | 1.685         | 1.657         |